# Laurie St-Georges
Laurie St-Georges (Laval, 23 de agosto de 1997) es una deportista canadiense que compite en curling. Ganó una medalla de bronce en el Campeonato Mundial de Curling Mixto de 2023.

## Palmarés internacional
| Campeonato Mundial Mixto | Campeonato Mundial Mixto | Campeonato Mundial Mixto | Campeonato Mundial Mixto |
| Año                      | Lugar                    | Medalla                  | Prueba                   |
| ------------------------ | ------------------------ | ------------------------ | ------------------------ |
| 2023                     | Aberdeen (Reino Unido)   | Medalla de bronce        | Mixto                    |